# Ostřice Buxbaumova
Ostřice Buxbaumova (Carex buxbaumii, syn.: Carex polygama, Carex holmiana) je druh jednoděložné rostliny z čeledi šáchorovité (Cyperaceae).

## Popis
Jedná se o rostlinu dosahující výšky nejčastěji 30–70 cm. Je vytrvalá, volně trsnatá s plazivými oddenky, které jsou často zakončené trsem listů. Listy jsou střídavé, přisedlé, s listovými pochvami. Lodyha je trojhranná, nahoře drsná, delší než listy. Čepele jsou asi 2–4 mm široké, ploché, sivozelné. Pochvy bazálních listů jsou tmavě červenohnědé až černé, jen slabě vláknitě rozpadavé. Ostřice Buxbaumova patří mezi různoklasé ostřice, avšak vrcholový klásek není pouze samčí ale je smíšený. Dole jsou samčí květy, v horní třetině až polovině samičí. Koncový klásek je elipsoidní až kulovitý, cca 6–8 mm široký. Podobná ostřice Hartmanova má horní klásek jen 4–5 mm široký, spíše válcovitý a samičí květy mohou zabírat až horní tři čtvrtiny klásku. Bočních klásků je nejčastěji 1–3, vzácně až 4 a jsou zpravidla celé samičí, někdy jsou i u nich na bázi nějaké samčí květy. Dolní listen je delší nebo stejně dlouhý, vzácněji kratší než celé květenství. Okvětí chybí. V samčích květech jsou zpravidla 3 tyčinky. Čnělky jsou většinou 3. Plodem je mošnička, která je elipsoidní s víceméně rovnoběžnými stranami, cca 2,5–4,5 mm dlouhá, bez výrazných žilek, na vrcholu zúžená do velmi krátkého zobánku. Podobná ostřice Hartmanova má jen 2,5–3,5 mm dlouhé mošničky a jejich okraje nejsou rovnoběžné ale vypouklé. Každá mošnička je podepřená plevou, která je tmavě červenohnědá, osinatá. Plevy samčích květů jsou dlouze osinaté a na rozdíl od ostřice Hartmanovy tvoří na bázi klásku límeček. Kvete nejčastěji v květnu až v červenci. Počet chromozómů: 2n=106.

## Rozšíření
Ostřice Buxbaumova roste v severní a východní Evropě, méně zasahuje až do střední Evropy. Dále roste na jižní Sibiři a v Severní Americe. V Japonsku roste příbuzný druh Carex tarumensis. Mapka rozšíření viz zde: .

## Rozšíření v Česku
V ČR roste jen velice vzácně a jedná se o kriticky ohrožený druh flóry ČR, kategorie C1. Dnes se vyskytuje jen v Polabí, v lese Dúbrava u Hodonína a Velké kotlině v Hrubém Jeseníku. Ve východních a jižních Čechách už asi vyhynula. Je to druh mokřadních olšin, slatin nebo subalpínských mokřadů. V minulosti byla některými autory zaměňována za podobnou ostřice Hartmanovu.